# Forever (песня Мэрайи Кэри)
«Forever» — песня, написанная и спродюсированная американской певицей Мэрайей Кэри и Уолтером Афанасиевым для четвёртого студийного альбома «Daydream». Вдохновением для песни послужили баллады о любви 1950-х годов; главная героиня понимает, что романтические отношения закончены, но в её сердце память о возлюбленном останется навсегда. Песня была издана в качестве пятого сингла в 1996 году во многих странах, исключая Соединённые Штаты Америки, поскольку правила журнала Billboard предусматривали коммерческий релиз, для того чтобы попасть в чарт Billboard Hot 100.[прояснить] Видеоклип отображает непосредственное исполнение песни в Японии на сцене Tokyo Dome с чёрно-белыми видеофрагментами, в которых певица путешествует по Стране восходящего солнца. Список композиций основного CD сингла включает альбомную версию и живое исполнение песни, а также трек «Underneath the Stars» и живое выступление с «Make It Happen». Песня является одной из самых эмоциональных и трогательных баллад Мэрайи Кэри и остается одной из любимых песен среди фанатов певицы.

## Список композиций
CD сингл для Европы
1. «Forever»
2. «Forever» (live)

CD макси-сингл для Австралии
1. «Forever»
2. «Underneath the Stars»
3. «Forever» (live)
4. «Make It Happen»

CD макси-сингл для Европы
1. «Forever»
2. «Forever» (live)
3. «Always Be My Baby» (always club)
4. «Always Be My Baby» (ST dub)

## Позиции в чартах
| Чарт (1996)                                  | Высшее место |
| -------------------------------------------- | ------------ |
| Canadian Singles Chart                       | 13           |
| Dutch Singles Chart                          | 47           |
| New Zealand Singles Chart                    | 40           |
| U.S. Billboard Hot 100 Airplay               | 9            |
| U.S. Billboard Hot Adult Contemporary Tracks | 2            |